# Eunidia nigroapicaloides
Eunidia nigroapicaloides là một loài bọ cánh cứng trong họ Cerambycidae.